# يوتا فوجي
يوتا فوجي (باليابانية: 藤井 悠太) (مواليد 25 مايو 1991)، هو لاعب كرة قدم ياباني سابق كان يلعب كمدافع.

## وصلات خارجية
- يوتا فوجي على موقع رابطة كرة القدم اليابانية للمحترفين (اليابانية)
- يوتا فوجي على موقع قاعدة بيانات كرة القدم.إي يو (الإنجليزية)
- يوتا فوجي على موقع Soccerway.com (الإنجليزية)
- يوتا فوجي على موقع عالم كرة القدم.نت (الإنجليزية)